# Kurt Schimmel
Johannes Kurt Schimmel (* 20. September 1892 in Pohlitz; † 16. Dezember 1941) war ein deutscher Verwaltungsjurist, Senator der Freien Stadt Danzig, Präsident der Hauptwirtschaftskammer Danzigs sowie NSDAP-Gauwirtschaftsberater und Regierungspräsident des Regierungsbezirks Bromberg im Reichsgau Danzig-Westpreußen (1940–1941).
Schimmel absolvierte ein Studium der Rechts- und Staatswissenschaften 1912 und promovierte 1920 an der Universität Greifswald zum Dr. jur. Er nahm am Ersten Weltkrieg teil.